# Fotografia de natureza
A fotografia de natureza é um amplo tema fotográfico que visa representar fenómenos ou agentes naturais (plantas, animais, paisagens, fenómenos meteorológicos, pequenos pormenores, entre outros). A fotografia de natureza tende a centrar a sua atenção na captação de aspectos estéticos, mais que outros tipos de fotografia.

## Fotografia de paisagem

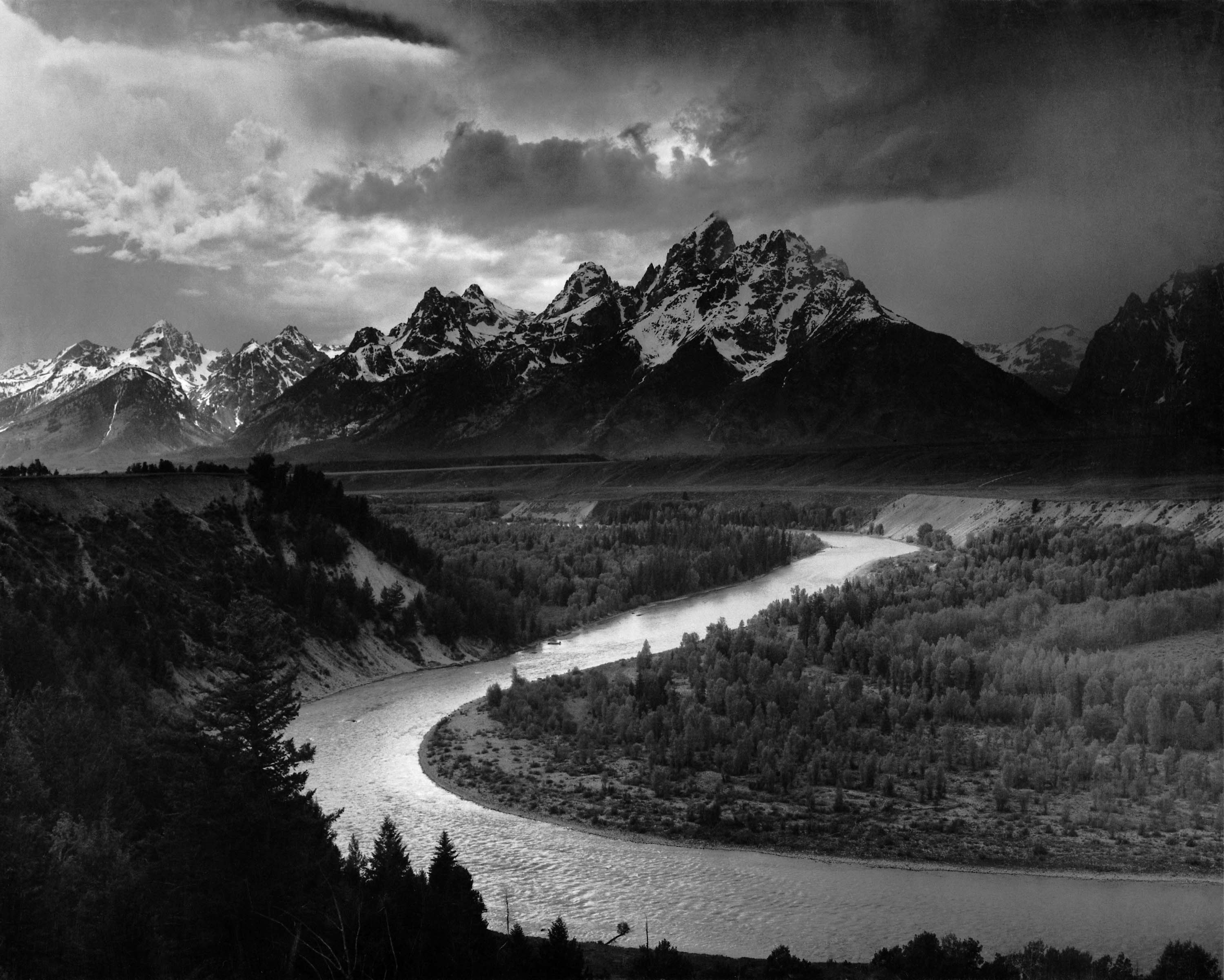
The Tetons - Snake River (1942) de Ansel Adams.

É um tipo de fotografia de natureza na qual são captados grandes cenários naturais. É costume utilizar-se objetivas de grande angular e aberturas muito reduzidas para poder trabalhar a maior profundidade de campo possível.

## Fotografia do mundo selvagem

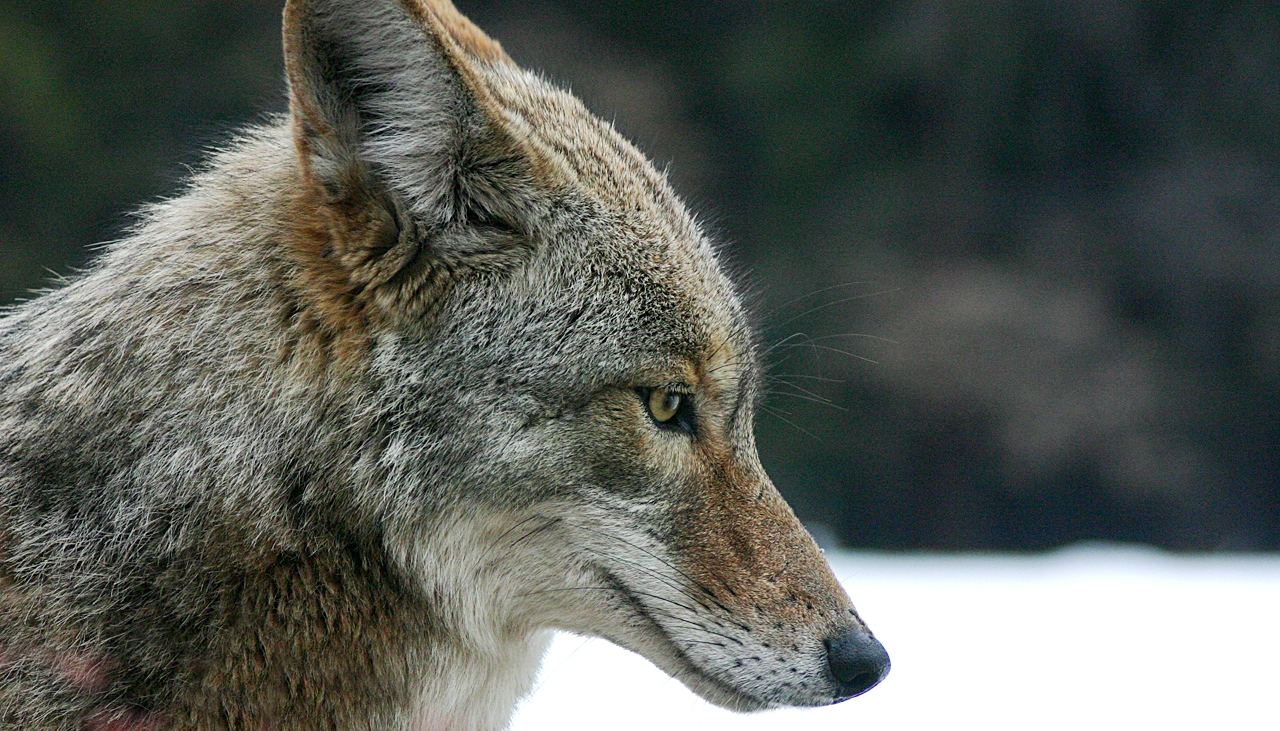
Foto de coiote.

As técnicas utilizadas na fotografia do mundo selvagem diferem das utilizadas em fotografia de paisagens. Costumam utilizar-se altas velocidades de obturação para poder capturar o movimento. Para conseguir um nível adequado de exposição utilizam-se objetivas claros e de elevado ângulo. Os grandes fotógrafos de vida selvagem costumam ir equipados com objetivas de potente zoom para poder trabalhar à distancia e evitar ser vistos.
Referência de fotografia de natureza: ECOFOTO - Fotografias de Natureza

## Fotografia macro

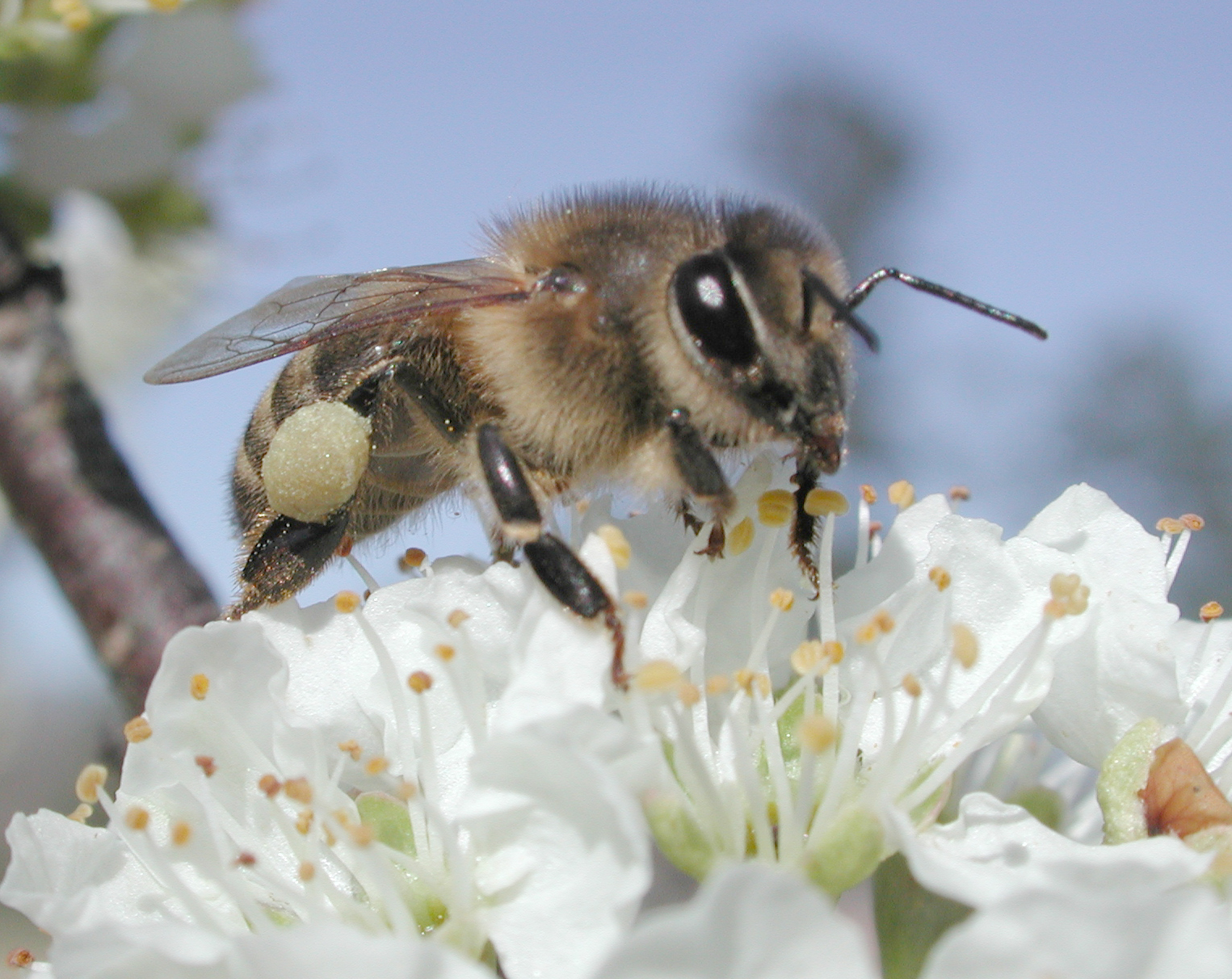
Macrofotografia de uma abelha.

É um tipo de fotografia de natureza que se tira a distâncias muito reduzidas e onde que se procura capturar os pequenos pormenores da natureza.
- Fotografia de aproximação: Pequenas teleobjetivas (fungos, borboletas, plantas…).
- Micro fotografia: fotos realizadas através de microscópio (protozoários, algas…..).
- Caça fotográfica: grandes teleobjetivas, subtileza e camuflagem (mamíferos, aves, répteis…).
- Fotografia submarina: câmaras estancas, equipadas para mergulho (peixes, algas, corais, moluscos…).
- Fotografia astronômica: fotografias através de telescópio (Lua, Sol e outras estrelas, nebulosas…).